# Модел за подражание
Модел за подражание (или модел на подражание, поведенчески модел) (на английски: role model) е термин в психологията, психологията на педагогиката, педагогиката и социологията, с който могат да се обозначават известни личности, популярни със своите резултати и постижения в дадена област, със своя имидж, в някои случаи и с връзките, които имат помежду си: лични връзки, или с техните приятели, а също и колеги. Това много често са политици (мъже, но също и жени), филмови звезди, а също и звезди в спорта, особено ако техните техники правят играта им не толкова трудна[поясни], също телевизионни звезди, известни програмисти, инженери или изобретатели. Към тях спадат и известни в по-малки общности модели на подражание, които са постигнали забележителни резултати и успехи, особено научни, техните конкретни лични качества като цели на развитие, постиженията им в дадена област, техните техники на поведение, на поведение пред публика или пред камера, техните умения в областта, в която са известни, и особено социалните постижения, които имат, които ги правят желан модел за подражание.
Това може да бъдат и конкретни действия, като например приятелски действия, прояви на смелост в помагането на други, които тези, които се нуждаят от модел за това могат съответно могат да взимат за пример.
Наблюдавайки по-големите деца, както и по-възрастните около тях, децата научават някои от техните модели и ги прилагат по различен начин. Това са техните модели на подражание преди още да разберат ролята на често по-отдалечените суперзвезди в различни области. Разбира се, за самите по-възрастни, тоест техните родители, понякога това се разбира като избирателно следване на техните стъпки, защото те искат дори повече участие в дадена област като следване на даден родителски модел.
Различни изследвания показват 
,
че моделите за подражание играят роля и в професионалната реализация. Това е така традиционно или поне след настъпването на индустриалната революция, когато професионалното развитие заема по-важна обществена роля. Моделите за подражание в професионалното развитие обаче имат само подпомагаща роля, тъй като патентите и марките са защитени от закона, и тук пълното „копиране“ на дадена личност, независимо дали за собствени професионални цели или за такива на лична приятелка или приятел е неприемливо, тъй като много често може да нарушава патентни права, тъй като в професионалното развитие, много често има и изобретения, които са само лични, а не и на „имитационна група“.
Както децата, така и големите или по-възрастните са в голяма степен способни да разграничат конкретно ситуационно поведение от цялостния характер на модела или на една телевизионна звезда например. Тоест всеки телевизионен зрител може да разграничи нещо, което не е съвсем характерно, от това, което е обичайно за даден герой и актьор, като съответно първото се игнорира.
Има и разлика когато само даден елемент или група от елементи, например в спорта, се заимстват, от цялостното заимстване на „поведенческия модел“ или дори имиджовото дублиране. Някои такива базирани на следване на модела спортисти/ки могат да са успешни, особено ако развиват свои индивидуални характеристика на базата на това. Но пълното съвпадение на имидж и дори генетика е възможно само при родствена връзка, като сестрите Уилямс в тениса. Иначе е противоестествено и може да е признак за „кражба на самоличност“ (identity theft). В някои случаи прекомерното имитиране е признак за посредственост или на липса на собствени идеи в областта, също така на мързел (в дадена област), може да се възприема като възползване от чужд имидж за малки хонорари (както става при имитирането на певци), за прекалено увлечение или дори маниакалност към личността на дадена супер звезда, тоест търсене на икономическа полза в личен план, особено за политическа враждебност, когато се имитира някой в политиката (така наречените imposters (самозванци), които имитират някого, с цел да наранят него или неговите приятели). За липса на политическа култура и неуважение към личността на имитирания (независимо от пола), когато става дума не за помощ чрез съвети и комуникация, а за враждебно имитиране.
Също така, при юношите или особено в пубертета може да се говори и за положителни и отрицателни примери за подражание, като във втория случай става дума за съзнателно отричане на определено поведение, наблюдавано у другите.